# Скот Дериксон
Скот Дериксон (енгл. Scott Derrickson; Денвер, 16. јул 1966) амерички је филмаџија. Познат је по режији филмова: Егзорцизам Емили Роуз (2005), Дан када је Земља стала (2008), Злокобан (2012), Спаси нас од зла (2014), Доктор Стрејнџ (2016) и Црни телефон (2021).

## Детињство и младост
Одрастао је у Денверу, у Колораду. Дипломирао је на Универзитету Биола. Завршио је постдипломске студије на Универзитету Јужне Калифорније.

## Филмографија
| Година | Српски назив                  | Изворни назив | Редитељ | Сценариста | Продуцент | Напомене                     |
| ------ | ----------------------------- | ------------- | ------- | ---------- | --------- | ---------------------------- |
| 1995.  |                               |               | Да      | Да         | Да        | кратки филм; такође монтажер |
| 2000.  | Урбане легенде 2: Коначни рез |               | Не      | Да         | Не        |                              |
| 2000.  | Господари пакла 5: Инферно    |               | Да      | Да         | Не        |                              |
| 2004.  | Земља изобиља                 |               | Не      | Прича      | Не        |                              |
| 2005.  | Егзорцизам Емили Роуз         |               | Да      | Да         | Не        |                              |
| 2008.  | Дан када је Земља стала       |               | Да      | Не         | Не        |                              |
| 2012.  | Злокобан                      |               | Да      | Да         | Извршни   |                              |
| 2013.  | Ђаволов чвор                  |               | Не      | Да         | Извршни   |                              |
| 2014.  | Спаси нас од зла              |               | Да      | Да         | Не        |                              |
| 2015.  | Злокобан 2                    |               | Не      | Да         | Да        |                              |
| 2016.  | Доктор Стрејнџ                |               | Да      | Да         | Не        |                              |
| 2021.  |                               |               | Да      | Да         | Извршни   | кратки филм                  |
| 2021.  | Црни телефон                  |               | Да      | Да         | Да        |                              |

Непотписане прераде
- Дракула 2000 (2000)
- Посланици (2007)
- Врисак 4 (2011)
- Полтергајст (2015)

Извршни продуцент
- Неразумевање (2014)
- Кристи (2014)
- Ледоломац (2020—данас)
- Доктор Стрејнџ у мултиверзуму лудила (2022)

Копродуцент
- Посета (2016)